# Télapó nyomában
A Télapó nyomában (eredeti cím: In Search of Santa) 2004-ben megjelent 3D-s számítógépes animációs film, amelyet William R. Kowalchuk rendezett. Az animációs játékfilm producerei Louis Sek és William R. Kowalchuk. A forgatókönyvet Michael Aschner és Lee Tockar írta, a zenéjét Keith Heffner és Michael Lloyd szerezte. A videofilm a Colorland Animation és Tundra Productions gyártásában készült, a Miramax Family Films forgalmazásában jelent meg. Műfaja fantasyfilm. Amerikában 2004. november 23-án, Magyarországon 2004. december 7-én adták ki DVD-n és VHS-es, új magyar változattal 2018. december 24-én a Paramount Channel-ön műsorán vetítették le a televízióban.

## Szereplők
| Szereplő                    | Eredeti hang   | Magyar hang                         | Magyar hang                                  |
| Szereplő                    | Eredeti hang   | 1. magyar változat (InterCom, 2004) | 2. magyar változat (Paramount Channel, 2018) |
| --------------------------- | -------------- | ----------------------------------- | -------------------------------------------- |
| Kristály (Crystal) hercegnő | Hilary Duff    | Simonyi Piroska                     | Pekár Adrienn                                |
| Lucinda hercegnő            | Haylie Duff    | Mánya Zsófi                         | Csifó Dorina                                 |
| Hugó (Eugene)               | Jason Michas   | Simonyi Balázs                      | Bódy Gergely                                 |
| Télapó                      | French Tickner | Németh Gábor                        | Kajtár Róbert                                |
| Calvin király               | Dale Wilson    | Kardos Gábor                        | Rosta Sándor                                 |
| Penelope királynő           | Kathleen Barr  | Halász Aranka                       | Kocsis Mariann                               |
| Agonysia                    | Kathleen Barr  | Sáfár Anikó                         | Rátonyi Hajni                                |
| Télapóné                    | Kathleen Barr  | Rátonyi Hajni                       | Nádasi Veronika                              |
| Derridommis                 | Garry Chalk    | Galbenisz Tomasz                    | Háda János                                   |
| Korgópocak (Cragg) kapitány | Garry Chalk    | Uri István                          | Petridisz Hrisztosz                          |
| Mortmottimes                | Scott McNeil   | Versényi László                     | Csuha Lajos                                  |
| Burkus Bill                 | Scott McNeil   | Lippai László                       | Fekete Zoltán                                |
| Időzített Tom               | Scott McNeil   | Bodrogi Attila                      | Markovics Tamás                              |
| Kölyök                      | Lee Tockar     | saját hangján                       | saját hangján                                |
| Max                         | Lee Tockar     | Lázár Sándor                        | N/A                                          |
| Narrátor                    | Richard Newman | Tóth G. Zoltán                      | N/A                                          |

## Betétdalok
| Magyar                   | Magyar                                         | Magyar                                            | Angol                       | Angol                                              |
| Dal                      | Előadó                                         | Előadó                                            | Dal                         | Előadó                                             |
| Dal                      | 2004                                           | 2018                                              | Dal                         | Előadó                                             |
| ------------------------ | ---------------------------------------------- | ------------------------------------------------- | --------------------------- | -------------------------------------------------- |
| Boldog keltőnapot        | N/A                                            | N/A                                               | Happy Hatchday              | Kathleen Barr Garry Chalk Scott McNeil Dale Wilson |
| Töprenkedő elmés dal     | Halász Aranka Versényi László Galbenisz Tomasz | Rátonyi Hajni Csuha Lajos Háda János              | Terribly Deep Thinkers Song | Kathleen Barr Scott McNeil Garry Chalk             |
| Korgópocak kapitány dala | Uri István Bodrogi Attila Lippai László        | Petridisz Hrisztosz Markovics Tamás Fekete Zoltán | Cap'n Cragg's Pirate Song   | Garry Chalk Scott McNeil                           |

## Televíziós megjelenések
Új magyar szinkronnal az alábbi televíziókban vetítették le:
- Paramount Channel